# Ludwig Heinemann

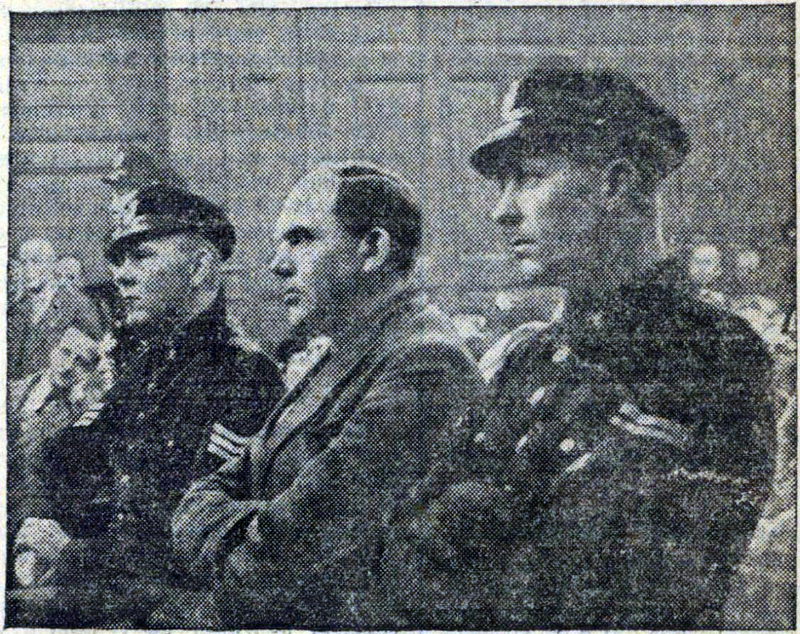
Heinemann in 1946 tijdens zijn proces

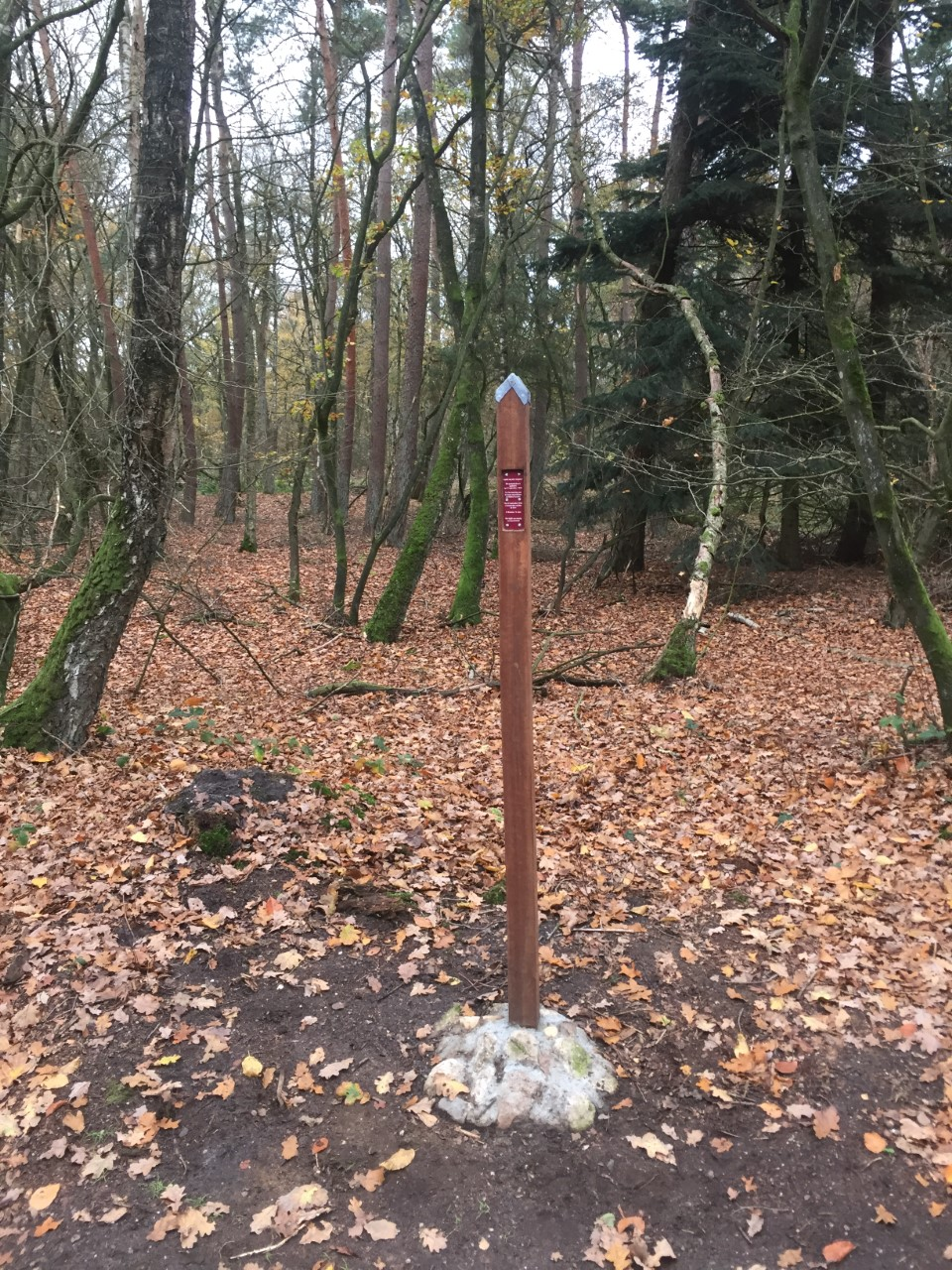
Een monument ter herdenking van de moord op Johan Bosman aan de Oude Kloosterweg nabij Wolfheze

Heinrich Ludwig Heinemann (Wuppertal, 2 januari 1911 - Arnhem, 10 februari 1947) was een Duitse militair die tijdens de Tweede Wereldoorlog in Nederland gelegerd was. Na de oorlog werd hij ter dood veroordeeld wegens betrokkenheid bij (minimaal) veertig moorden.

## Levensloop
Ludwig Heinemann was de zoon van een gelijknamige fabrikant in Wuppertal. Hij sloot zich in 1930 aan bij de NSDAP. Aan de Technische Hogeschool van Bingen am Rhein had hij een opleiding gevolgd tot machinebouwer. In 1932 kwam hij in dienst van de Sicherheitsdienst (SD). Na de Duitse inval in Polen was hij aanvankelijk in Krakau gestationeerd. Heinemann werd in 1940 bij de Sicherheitsdienst in Arnhem gestationeerd, waar hij zich officieel bezig hield met kerkelijke zaken.
De eerste moord waarvoor Heinemann later zou worden aangeklaagd vond plaats in september 1944. Op de terugweg vanuit Wolfheze hield Heinemann Johan Bosman uit Heveadorp aan. Hij verdacht Bosman ervan zich te willen onttrekken aan de Arbeitseinsatz en schoot hem ter plekke dood. Tijdens de Slag om Arnhem werd de SD-medewerker Zijlstra aangetroffen met een tas vol met belangrijke documenten. Hij werd ervan verdacht deze documenten naar de geallieerden te willen brengen. Heinemann schoot daarop deze "verrader" dood. Als gevolg van de Slag om Arnhem verliet de Sicherheitsdienst Arnhem en ruilde het in voor De Wormshoef in Lunteren; Heinemann werd echter in Vorden gestationeerd. Vanaf dit moment werd hij zeer gewelddadig. In gevangenschap schreef hij aan zijn vrouw: "Ik heb lang in de Duitse zege geloofd. Toen het mis ging met Duitsland raakte ik verbitterd en ik verloor ieder menselijk gevoel".
In Gorssel werden op 24 september 1944 zes gijzelaars doodgeschoten als represaillemaatregel vanwege sabotagedaden van de kant van het verzet. Niemand kwam namelijk opdraven voor het graafwerk voor Organisation Todt en het plaatselijke bevolkingsregister ontbrak. Een maand later liet Heinemann in Vorden nog eens drie Jehova's getuigen executeren, omdat zij weigerden mee te werken met de Duitse bezetter. Hij liet de twee Britse parachutisten Raymond Bussell en Machiel Cambier executeren nadat zij weer gepakt waren na eerder ontsnapt te zijn. Een aantal weken daarvoor onderging een drietal verzetsstrijders uit het Gelderse Hengelo hetzelfde lot.
Na korte tijd in Lochem en op De Wormshoef in Lunteren gestationeerd te zijn, werd hij op 21 januari 1945 overgeplaatst naar Zutphen. Heinemann deed zijn werk goed en binnen de kortste keren zat de plaatselijke gevangenis vol. Veel gevangenen werden gemarteld; harde muziek moest de pijnkreten overtreffen. Zelfs in SD-kringen werd Heinemanns werkwijze bekritiseerd als "schweinerei". De overplaatsing naar Zutphen was een straf, omdat Operatie Pegasus II vanuit Lunteren vertrok, zonder dat de SD iets in de gaten had. Een groep van ruim honderd man, waaronder veel Britse parachutisten die hadden meegevochten in de Slag om Arnhem probeerde, dwars door de Duitse linies, te ontsnappen over de Rijn. Een eerdere actie was succesvol verlopen, maar ditmaal werden de meeste deelnemers gepakt, maar dat was niet dankzij de SD.
Heinemann liet in Zutphen op 31 maart 1945, kort voordat de stad door de geallieerden werd bevrijd, vier gevangenen executeren op de IJsselkade, kort daarop gevolgd door een groep van negen anderen. Een tiende gevangene overleefde de executie door zich dood te houden. De meeste gevangenen waren leden van de Paroolgroep. De lichamen werden in de IJssel gegooid. Met deze actie verwierf Heinemann de bijnaam Het beest van Zutphen.
Heinemann wist dat er in Brummen gedeserteerde marechaussees zaten ondergedoken. Ook wilde hij daar al enige tijd het verzet aanpakken, maar hij had slechts drie medewerkers tot zijn beschikking. In april 1945 meldde zich een SS-commando dat onder leiding stond van de Nederlander Andries Pieters. Pieters stemde er in toe om Heinemann te helpen. Zij kregen twee politieagenten te pakken en zes lokale leden van het verzet. Bij het vertrek van de Duitsers op 13 april uit Brummen werden de gevangenen vanuit de kelders van het kasteel Groot Engelenburg naar de gracht achter het kasteel geleid, waar zij een nekschot kregen. De lichamen werden in de gracht achtergelaten. Kort daarna werden er in Amersfoort nog zes personen doodgeschoten.

### Arrestatie en veroordeling
Verkleed als Wehrmachtsoldaat keerde Heinemann terug naar Duitsland. Daar werd hij op 18 maart 1946 in Hamm aangehouden terwijl hij onder een valse naam distributiekaarten probeerde te krijgen. Op 6 augustus 1946 werd hij uitgeleverd aan Nederland.
Tijdens het proces werd Heinemann verantwoordelijk gehouden voor 40 moorden en ter dood veroordeeld. Tijdens de rechtszaak stelde de Duitser dat hij slechts de bevelen van zijn meerderen had opgevolgd ("Befehl ist Befehl"). Een week na zijn executie bleek deze onwettig te zijn geweest. De Bijzondere Raad van Cassatie - de Hoge Raad van de bijzondere rechtspleging - oordeelde in een zaak van een andere Duitser dat er op basis van de wetgeving die tijdens de oorlog in Londen was ingesteld geen wettelijke grond was om Duitse verdachten te veroordelen. Dit lek in de wetgeving werd eind 1947 gedicht.

## Lidmaatschapsnummers
- NSDAP-nr.: 67453[13]
- SS-nr.: 44482[13]

## Carrière
- SS-Untersturmführer: 12 september 1937[13]

## Persoonlijk
Heinemann was getrouwd en vader van vier kinderen, waaronder een tweeling.